# Николенко, Михаил Михайлович
Михаи́л Миха́йлович Нико́ленко (1853—1892) — архитектор, академик Императорской Академии художеств.

## Биография
Учился в Императорской Академии художеств (1871—1881). Получил медали Академии художеств: малая серебряная (1875), большая серебряная медаль (1876). Звание классного художника 2-й степени (1876) за программу «Проект здания для Университета». Звание классного художника 1-й степени (1881) за «проект Окружного суда в столице». Академик архитектуры.
Известные постройки: Доходный дом В. С. Веретенниковой. Санкт-Петербург. Лермонтовский пр., 35 (1883—1884).